# Siemionowskoje (obwód irkucki)
Siemionowskoje (ros. Семёновское) – wieś (sieło) w Rosji, w obwodzie irkuckim, w rejonie załarińskim. W 2021 liczyła 685 mieszkańców.